# アメリカ合衆国の大量破壊兵器
アメリカ合衆国の大量破壊兵器では、アメリカ合衆国が保有する、又は過去に保有していた大量破壊兵器（核兵器、化学兵器、生物兵器）について記述する。
アメリカは第二次世界大戦で日本への原子爆弾投下を行い、核兵器を実戦で使用した唯一の国である。2022年時点で5000発以上の核兵器を保有し、ソビエト連邦の核戦力を継承したロシア連邦と並ぶ二大核保有国である。
アメリカは化学兵器禁止条約に基づき、全ての廃棄を完了したと2023年7月7日に発表した。第一次世界大戦とベトナム戦争では化学兵器を使用している。
複数の情報源によると、アメリカの大量破壊兵器の備蓄量はロシアの大量破壊兵器に次ぎ2番目であると言われている。他の情報源によると、現在アメリカ合衆国はロシアより多くの核兵器を所持しているとされているが、核兵器だけが大量破壊兵器というわけではない。

## 核兵器

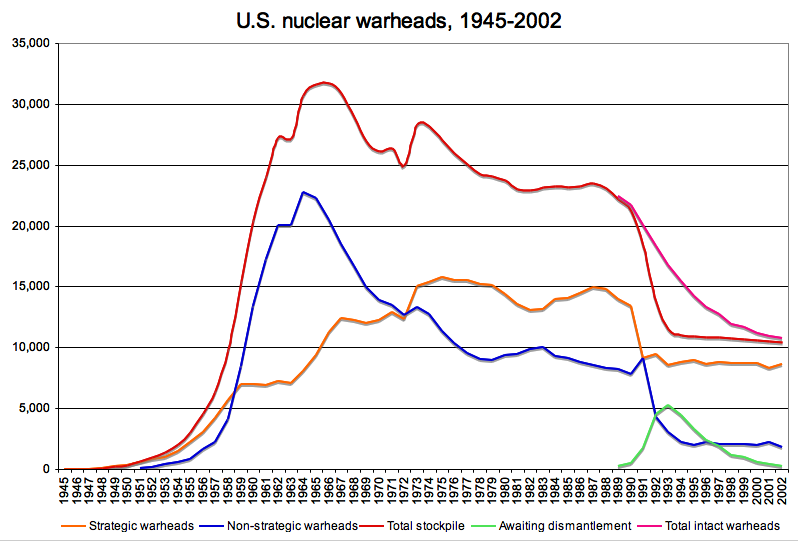
1945-2002年のアメリカ合衆国の核兵器備蓄数

### 歴史
第二次世界大戦中のマンハッタン計画により、アメリカは世界で最初に核兵器を開発・保有した。1945年にはトリニティ実験として人類初の核実験を行い、その後2発の原子爆弾は民間人居住区である広島と長崎に対して使用された。2回の原爆投下によって、10万人の日本人が死亡し、13万人が負傷したという。そのほとんどは非戦闘員であった。さらに、味方であるはずの米国籍人および米軍人の捕虜も多数被爆した。
また、1952年にはアイビー作戦という世界初の水素爆弾（水爆）実験を実施した。
アメリカはまた、頻繁に核実験を実施している。1,054回の核実験が1945年から1992年の間に行なわれた。しかし、正確な核実験の回数は分かっていない。というのは、複数の爆弾を使用した実験があったり、失敗した実験があったり、核爆発を起こさない核実験（臨界前核実験）が行なわれたりしているからである。アメリカは、1992年9月23日に包括的核実験禁止条約に署名（批准はしていない）するまでに多くの核実験を行なった。

### 現在（21世紀初頭）
現在、アメリカ合衆国は3種類の使用可能な核兵器を実戦配備している。
- 陸上基地発射型：アメリカ空軍の大陸間弾道ミサイル（ICBM）
- 海中発射型：アメリカ海軍の原子力潜水艦発射弾道ミサイル（SLBM）
- 空中発射・投下型：アメリカ空軍の戦略爆撃機や戦闘爆撃機によって発射・投下される巡航ミサイルまたは核爆弾

アメリカ合衆国は、1968年に批准された核拡散防止条約（NPT）での5つの核保有国の1つである。1993年の10月13日に、アメリカ合衆国上院は包括的核実験禁止条約（CTBT）の批准を拒否した。しかし、アメリカ合衆国は核実験を1992年以来行なっていない。それでもなお、臨界前核実験や核弾頭以外の部品の実験やスーパーコンピュータによる計算によって、実際の実験によらない知見の蓄積を重ねている。
1990年代には、アメリカ合衆国は新規の核開発政策を変更し、その代わりに核備蓄管理（en:stockpile stewardship）と呼ばれる、老朽化した核兵器を維持・廃止する政策を取るようになった。ジョージ・W・ブッシュの監督のもとで、新世代の小型核兵器、「地中貫通弾(earth penetrators)」と呼ばれる核兵器の研究を進めることに決定された。2004年にアメリカ議会を通過した予算案によって、核バンカーバスター（Nuclear bunker buster）や地中貫通弾（Robust Nuclear Earth Penetrator）といったいくつかの兵器の開発に対する予算が廃止されることとなった。
アメリカ合衆国の正確な核兵器備蓄数を決めることは難しい。というのは、各種の条約や組織によって報告する核兵器の基準に差があるためである。特に、備蓄されているだけのものや、廃棄待ち、再構成される核兵器をどう扱うかについてはまちまちである。
- 1999年には、アメリカ合衆国は合計で12000発の核兵器を所持していると主張していた[4]。
- 2003年に宣言された第一次戦略兵器削減条約では、STARTの基準に従い5968発の核兵器を配備していると発表した[17]。
- 2007年、核科学者のオンラインレポート[18]によると、合計でおよそ5400発の核弾頭を所持しているとされる。内訳は、訳3575発の戦略核兵器と、500発の非戦術核、そしてさらに1260発の非活性備蓄弾頭があるという。他の備蓄は解体プロセスの途中であるという[19]。

2002年にアメリカ合衆国とロシアの間で調印されたモスクワ条約条約（SORT）によって、両国の核配備数を2200以下にまで削減することに合意した。2003年には、アメリカはロシアからさらに1500発にまで両国の配備を削減するように提案されたが、アメリカはこれを拒否した。

### 陸上発射型大陸間弾道ミサイルと巡航ミサイル

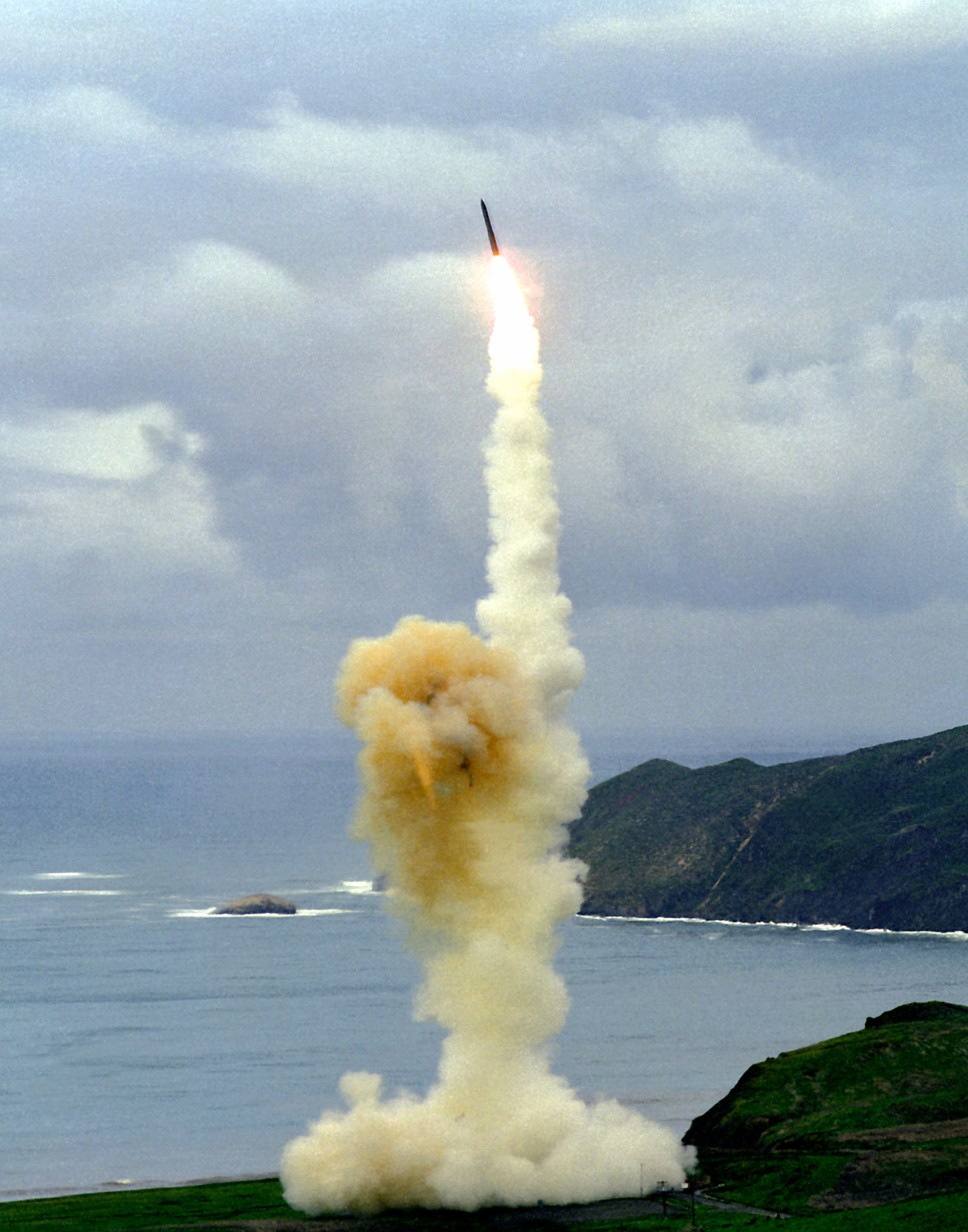
LGM-30 ミニットマン ICBMの試験発射

アメリカ空軍は現在450から500基の大陸間弾道ミサイル（ICBM）を15程度の複合ミサイル基地で運用している。そしてそのほとんどは、ロッキー山脈の以北の州とノースダコタ州およびサウスダコタ州に位置している。アメリカ合衆国のICBMは全てミニットマンIIIの変種である。ピースキーパーミサイルは2005年までに退役・廃棄が完了した。全てのミニットマンIIミサイルは戦略兵器削減条約の取り決めに従い廃棄され、それらの発射サイロも処分されている。また、第二次戦略兵器削減条約（START II）により、ほとんどのアメリカの多弾頭（MIRV）化されたICBMは禁止され単一弾頭のものに更新された。しかしながら、START IIの批准をロシア側が拒否し条約が廃止されたため、アメリカには450発のミサイルに500発の核弾頭が搭載されたままで残っていると言われている。SORT条約のもとで、アメリカは2003年現在1600発の核弾頭を500発のミサイルに配備しているが、それを2012年までに500発の核弾頭と450発のミサイルにまで削減するとしている。最初のミニットマンIIIは2007年に計画通りに廃止されたが、同時に、ミニットマンIIIに搭載されていた核弾頭は、小型のW62からより大型のW87へアップグレードされるとしている。

### 水中発射型弾道ミサイル
アメリカ海軍は、現在14隻のオハイオ級弾道ミサイル潜水艦を配備している。各々の潜水艦は定数24基のトライデントIIミサイルを装備している。およそ12のアメリカの攻撃型潜水艦はトマホークを装備している。トライデントミサイルのいくつかはW88核弾頭を装備している。

### 重爆撃機群（Heavy bomber group）

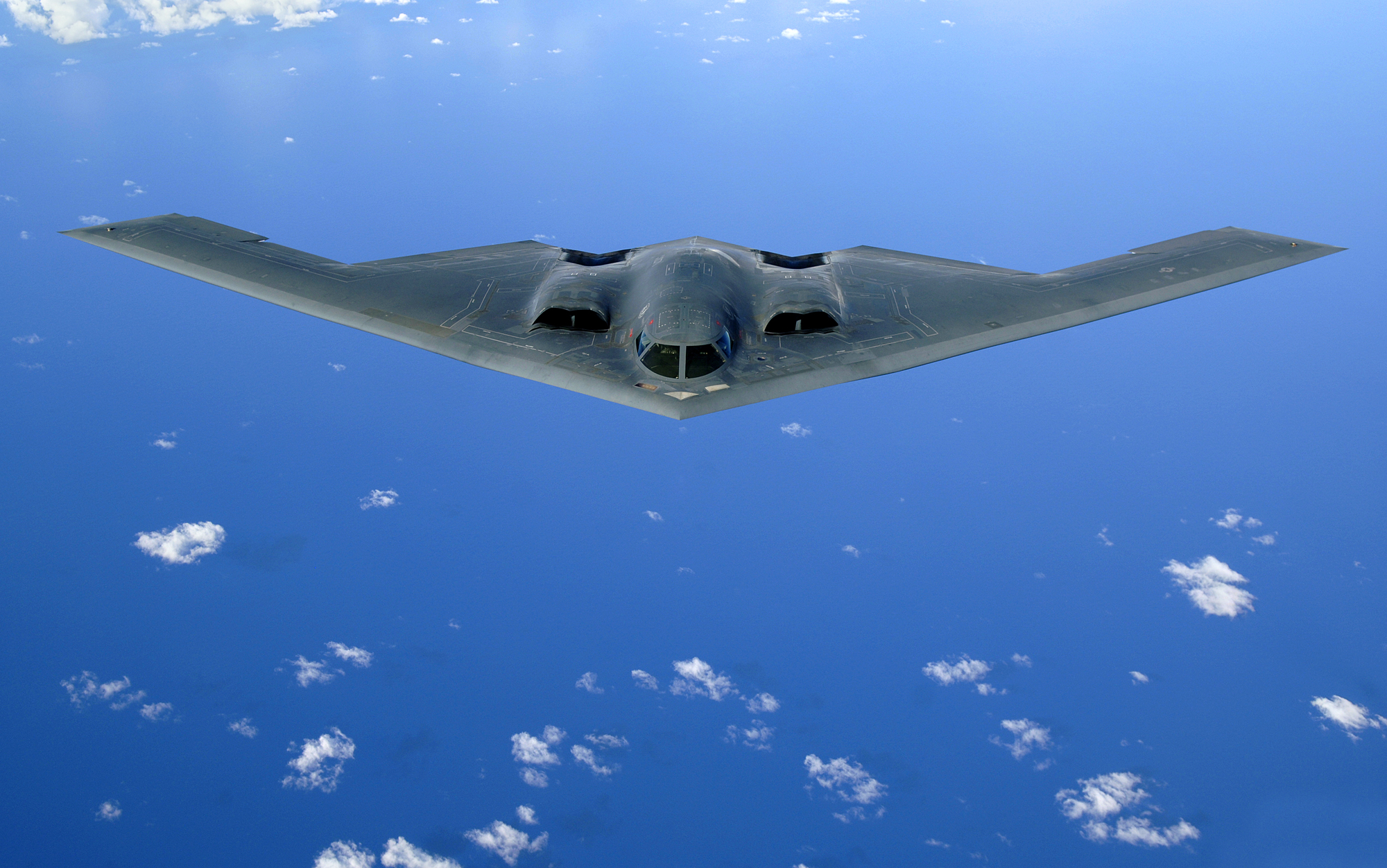
B-2ステルス戦略爆撃機.

アメリカ空軍は、戦略核爆撃機部隊（strategic nuclear bomber fleet）を指揮している。爆撃機軍は94機のB-52と19機のB-2からなる。64機のB-1全ては、2007年以来非核兵器のみを運用しており、もはや核戦力としてはカウントされていない。
それに加えて、アメリカ軍は小型の戦術核を巡航ミサイルや伝統的な戦闘爆撃機からの投下用の爆弾として運用している。F-15、F-16とF-35からの自由落下爆弾として、400発の核兵器を維持している。そのうち、180発の戦術核兵器B61は、核兵器協定のもとで、いくつかの国に共有されている。

## 生物兵器

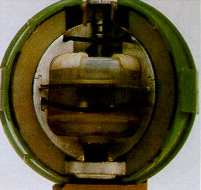
生物兵器禁止条約批准以前に配備されたE120生物爆弾

アメリカ合衆国の攻撃用生物兵器の研究は、フランクリン・ルーズベルト大統領とアメリカ合衆国陸軍長官のもとで1941年10月に開始された。研究はいくつかの場所で進められた。生産施設は、インディアナ州のテラ・オートに建設された。上級生産施設は、アーカンソー州のパインブラフに建設され1954年に生物兵器の生産が開始された。フレデリックのフォート・デトリックも後に生物兵器の生産・開発施設となった。それらの施設で、対人および穀物を対象とした対植物兵器が開発された。アメリカは炭疽菌、Q熱、ブルセラ菌、ボツリヌス菌、野兎病菌、ウマ脳炎ウイルスなどの大量生産と兵器化に成功した。
1969年の半ばに、イギリスとワルシャワ条約機構は個別に、国連に対して生物兵器禁止を訴え、1972年には条約化された。アメリカ合衆国は大統領令によって1969年11月に生物兵器の開発を、1970年2月には化学兵器の開発プログラムを中止した。その後1975年1月22日にはジュネーヴ議定書を批准、1975年には生物兵器禁止条約（BWC）を批准した[Kissinger 1969]。
2001年のアメリカ同時多発テロ直後には、炭疽菌によるニュースメディア事務所と上院議員を狙ったテロが発生し、5人が死亡した（アメリカ炭疽菌事件）。

## 化学兵器

### 歴史
アメリカは、空爆と化学兵器の実戦での使用を禁ずるハーグ陸戦条約に調印している。
第一次世界大戦では、アメリカ合衆国はフランスによって開発された化学兵器と、独自に開発した化学兵器を備蓄していた。当時、1400トンのホスゲンや175トンのマスタードガスを含む5770トンの化学兵器を開発していたという。これは当時開発されていた化学兵器の4パーセントに相当する。
第一次大戦後、1922年のワシントン会議で化学兵器の廃止を訴えたが、フランスの反対により頓挫している。アメリカはその後も化学兵器の備蓄を続け、30000トン以上の化学兵器を所有していた。
化学兵器は、第二次世界大戦中には連合国によって使用されてはいない。しかし、ドイツによる化学攻撃への報復を目的として、ヨーロッパに一定量の化学兵器が備蓄されていたという。それによって、少なくとも1つの事件が起こっている。1943年の12月2日の夜、ドイツのJu 88爆撃機によって南イタリアのバーリの港が攻撃され、数隻のアメリカ船が沈没した。その中には、マスタードガスを運搬するリバティ船「ジョン・ハーヴェイ」(en:SS John Harvey)も含まれていた（バーリ空襲）。ガスの存在は機密事項であり、港の責任者は何も知らなかった。そのために犠牲者は増え、医者はマスタードガスの犠牲者に対して手の施しようがなかったという。アメリカ軍の報告によれば、"69人の死者は完全に、または部分的にマスタードガスによるものであり、その大部分はアメリカ人商船員だった"。合計で628人のマスタードガスによる死傷者が出たという[Navy 2006][Niderost]。これらの犠牲者には、民間人は含まれていない。事件の詳細は、戦後しばらくまで秘匿されていた。

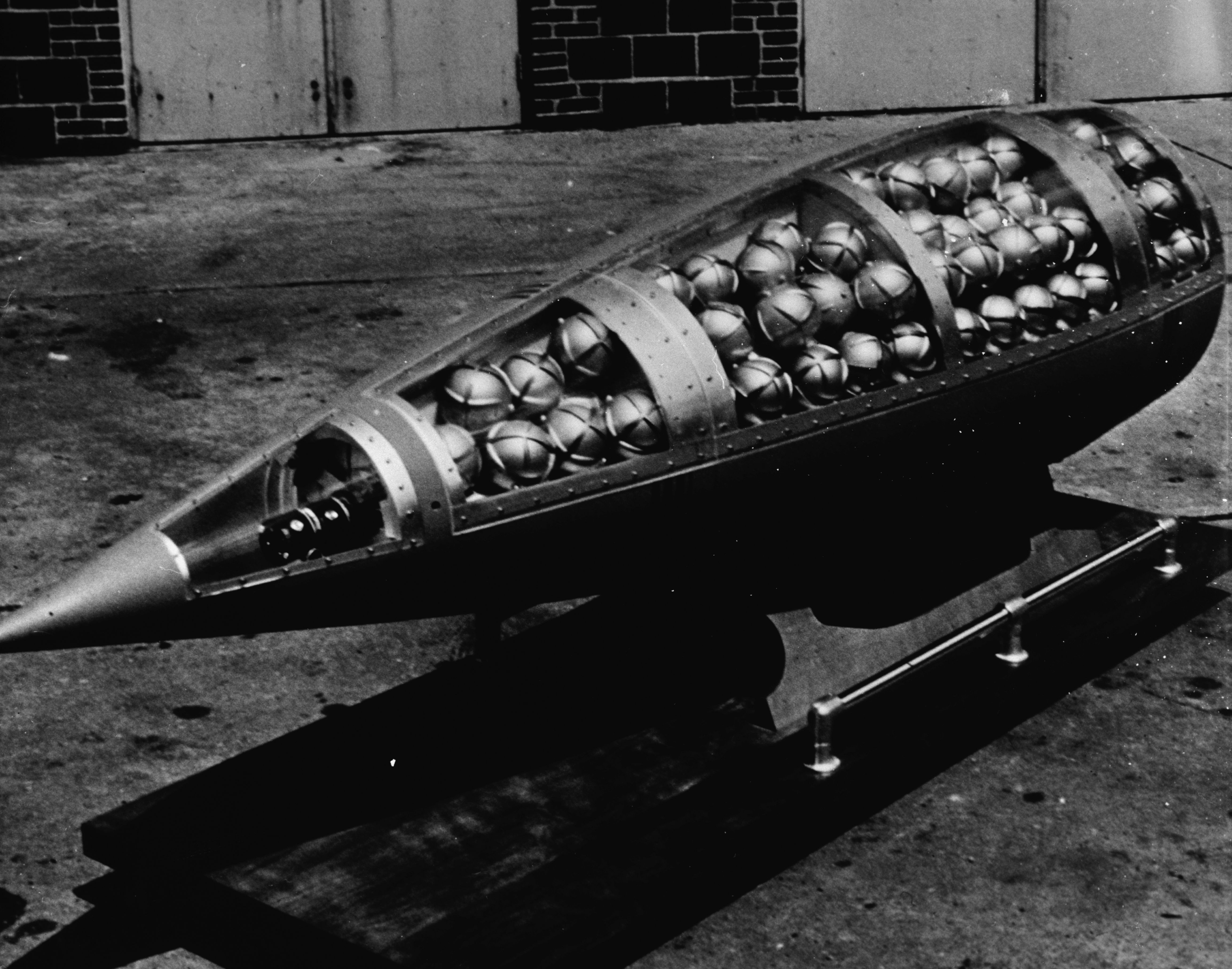
オネスト・ジョンミサイルの弾頭（カバーの一部をはずした状態）。M139サリン小爆弾が搭載されている。

第二次世界大戦後、連合国はタブン、サリンやソマンを含むドイツ軍によって開発された神経ガスを接収し、それをもとに神経ガスの更なる研究が全ての元連合国によって進められた。数千のアメリカ兵が冷戦中の化学兵器実験や、または事故に晒された。それらの事故のなかには、1968年に起こった、6400匹の羊が拡散したガスによって死んだ事件がある。
アメリカ合衆国はまた、インドールやLSDを含む多種類の非致死性の化学兵器を開発している（それらは洗脳や自白剤の一種として開発された）。それらの抗コリン剤の一種に、NATOのBZとして知られている3-キヌクリジニルベンジラートがあり、1960年代の始めに兵器化されたという。伝えられるところでは、BZはベトナム戦争中に対ゲリラ戦用兵器として用いられたとされているが、アメリカはそれらの兵器を実戦で使用してはいないと主張している。また、北朝鮮と中国は、アメリカは朝鮮戦争でも化学・生物兵器を使用したと主張しているが、アメリカ自身は否定しており、ロシアの公文書でも否定されている。

### 条約
アメリカは最初期の化学兵器禁止条約、ハーグ陸戦条約と1922年のワシントン会議の参加国である。しかし、これらの条約は発効しなかった。また1975年1月22日にはジュネーヴ議定書を批准し、化学・生物兵器の使用を禁止している。1989年と1990年にはアメリカとソ連はバイナリ兵器を含む化学兵器開発プログラムの終了に合意した。アメリカはまた、1977年4月に発効した化学兵器禁止条約を批准している。この条約では、当時アメリカが所有していたほとんどの種類の化学兵器の保有を禁じ、化学兵器の開発や、備蓄された兵器の廃棄、化学兵器の前駆物質や化学工場、運搬兵器の開発も禁じている。

### 化学兵器の廃棄
2009年7月、アメリカ陸軍化学物質局（en:United States Army Chemical Materials Agency）によると、1997年に宣言された通り、アメリカ合衆国は31,100トンの神経ガスおよびマスタードガスの備蓄のうち63パーセントの廃棄を終えたという。2006年までに廃棄された化学兵器のうち、500トンだけがマスタードガスであり、その大部分はVXやサリンといった他の薬品であるという。残りの86パーセントは2006年4月に廃棄された。

アメリカの13,996トンの禁止兵器は、フェイズ3の割り当てと期限に従い、2007年6月までに廃棄された。最初のフェイズ3の公約では全ての国は2004年4月までに全貯蔵量の45パーセントを廃棄しなければならないことになっていた。しかし、その期限に間に合わないことが予想されたので、ブッシュ大統領は2003年9月にフェイズ3の期限を2007年12月まで延長するように、また全ての備蓄の廃棄期限であるフェイズ4の期限を2012年4月に延期するように要求した。この延期によって、ロシアを含むいくつかの国が条約から脱退した。2012年は化学兵器禁止条約によって許可された最終期限であるにもかかわらず、アメリカは国際情勢の変化からこの期限に間に合わないかもしれないと主張している。

なお、オレゴン州のユマテラ化学補給廠を含むいくつかの化学薬品貯蔵庫は廃止された。